# District historique de Wolfe Ranch
 (juin 2020).
Pour les articles homonymes, voir Wolfe.
Le district historique de Wolfe Ranch, en anglais Wolfe Ranch Historical District, est un district historique du comté de Grand, dans l'Utah, aux États-Unis. Protégé au sein du parc national des Arches, il est lui-même inscrit au Registre national des lieux historiques depuis le 20 novembre 1975.